# Brad Bergen
Bradley Ronald Bergen (né le 16 mars 1966 à Prince Albert (Saskatchewan)) est un joueur professionnel de hockey sur glace germano-canadien.

## Carrière
Le défenseur joue d'abord chez les Blades de Saskatoon et les Raiders de Prince Albert en Ligue de hockey de l'Ouest, avant de partir durant l'été 1987 en Allemagne où il commence au EHC Dortmund puis au ESV Königsbrunn en Oberliga. Pendant l'été 1992, il rejoint l'EC Ratingen qui est alors en élite.
Après un an et demi, il vient dans le club rival, les Krefeld Pinguine. En 1995, il signe pour les DEG Metro Stars et devient champion d'Allemagne. Après trois ans à Düsseldorf, il arrive au Augsburger Panther. En Championnat d'Allemagne de hockey sur glace 2000-2001, il s'engage au sein des Adler Mannheim et est de nouveau champion d'Allemagne. De 2002 à Championnat d'Allemagne de hockey sur glace 2003-2004, il joue avec les Eisbären Berlin. Il passe ensuite quatre ans avec les SERC Wild Wings en 2. Bundesliga et met fin à sa carrière en 2008.
Avec l'équipe d'Allemagne de hockey sur glace, il participe aux Jeux olympiques de 1998 à Nagano ainsi qu'aux championnats du monde 1996 et 1997.